# Картаго (Колумбия)
Картаго (исп. Cartago) — город в департаменте Валье-дель-Каука (Колумбия), основан в 1539 году капитаном Хорхе Робледо. Называется он Картаго, поскольку все почти колонисты и завоеватели, находившиеся при Робледо, вышли из Картахены, и поэтому ему было дано такое имя.

## Основание города
Об основании города известно из доклада капитана Хорхе Робледо, составленного 12 октября 1540 года: «Сеньор Капитан (Хорхе Робледо) взял с собой нескольких кабальеро и пошёл туда, где должна была находиться городская площадь, и там на большом дереве он произвёл основание вышеупомянутого города и вступил во владение, [с помощью] прутьев правосудия, и одну вручил Суэро де Нава, а вторую Мартину де Ариага, выбрал и назвал судей первой инстанции [alcaldes ordinarios] и принял от них предусмотренную правом формальность и клятву; и попросил меня, вышеупомянутого нотариуса, засвидетельствовать это; и потом назвал главным судебным исполнителем [alguacil mayor] Альваро де Мендоса, и вручил ему прут и осуществил требуемую церемонию; и выбрал и назвал восьмерых рехидоров, людей честных и [являвшихся] кабальеро, которые также совершили предусмотренную правом формальность и необходимые клятвы. И городу он дал имя — город Картаго (Cartago; Карфаген), а соборной церкви — [имя] (Сан Хорхе), и начертил план города, и распределил его земли среди всех его жителей и завоевателей.
А на следующий день был учреждён муниципальный совет, на котором были избраны главный прокурор и главный министр (мэр) города, и там выбрал вышеупомянутый сеньор Капитан чиновников Его Величества, для обслуживания королевского имущества Его Величества».